# Gotthold Samuel Abraham Seemann
Gotthold Samuel Abraham Seemann (* 9. Januar 1772 in Frankfurt an der Oder; † 10. November 1835 in Goldap, Ostpreußen) war ein  preußischer Pädagoge und Verwaltungsbeamter.

## Leben
(in anderen Quellen statt Gotthold „Gotthilf“ oder „Gottfried“ genannt) Seemanns Vater Gotthilf Abraham Seemann, der schon 1783 verstarb, war evangelischer 1. Ober-Prediger an der Frankfurter Nicolaikirche gewesen, die Mutter war Christiane Louise Holzinger. Seemann studierte an der Brandenburgischen Universität Frankfurt Theologie. Seit Ostermontag 1794 predigte er etliche Male an der Frankfurter Oberkirche. Nach vollendetem Theologiestudium wurde er Privatlehrer bei einer adligen Familie in Fraustadt. 1795 ging er nach Berlin, wo er an der Hartungschen Privatschule und an der Dittmarschen Privatschule Unterricht erteilte. Danach wirkte er als Privatlehrer des Sohns des Generals Wilhelm von Zastrow, in dessen Haus er mehrere Jahre verbrachte.
Unter dem Einfluss des Generals gab Seemann seine Tätigkeit als Pädagoge auf und trat in den Militärdienst ein. Er wurde in Bartenstein Regimentsquartiermeister des neu gebildeten Infanterie-Regiments v. Courbiere. Von dort wurde er nach Goldap versetzt. Hier heiratete er 1801 eine Dorothea Wilhelmina Caroline v. Gufer. Nach Ausbruch des Dritten Koalitionskriegs ging das Regiment 1806 nach Königsberg, dann nach Danzig, wo es der französischen Belagerung standhielt, und nach Beendigung des Krieges nach Graudenz. Dort nahm er seinen Abschied und kehrte zu seiner Familie nach Goldap zurück.
Im folgenden Jahr übernahm Seemann den Posten des Polizeibürgermeisters von Gumbinnen. Danach hatte er das Amt des Kreisdirektors inne. Von Gumbinnen aus wurde er 1814 als Kreisdirektor nach Tilsit versetzt. Aufgrund einer Verwaltungsreform verlor er 1818 dieses Amt, weil er kein Gutsbesitzer war, und war gezwungen, eine Zeitlang in Gumbinnen in niedrigerer Position für die Regierung zu arbeiten. Ihm wurde nahegelegt, das Rechtsexamen abzulegen, und als sein neuer Dienstort standen ihm Posen oder Koblenz zur Wahl. Aus Rücksicht auf Frau und Kinder wollte er einen solchen Ortswechsel nicht vornehmen. Durch Ankauf eines kleinen Landguts hoffte er, seine Einkünfte zu verbessern, doch brachte ihm die Bewirtschaftung des Guts keinen Gewinn. Ein Vorteil war jedoch, dass er als Gutsbesitzer nun als Landrat in Goldap angestellt werden konnte.
Im Amt des Landrats zu Goldap, das er mit großer Tatkraft und Gewissenhaftigkeit bekleidete, widmete er sich insbesondere der Bekämpfung der Armut im Landkreis, den er, so oft es ihm zeitlich möglich war, mit Pferd und Wagen bereiste; er kannte fast jeden eingesessenen Bürger des Landkreises persönlich. Einen herben persönlichen Rückschlag musste er 1834 hinnehmen, als in Goldap sein Haus abbrannte.
Seemann starb 1835 an den Folgen einer Lungenentzündung. Mit seiner Frau hatte er drei Söhne (August Adolph S. 1803, ein weiterer unbekannten Namens und Ludwig Eduard Werner S. 1802–1894) und vier Töchter (Josephine *+1805, Ida 1807, Ludewike Natalie 1810–1844, Amalie Alexandrine 1812). Sein ältester Sohn, der studiert und sich durch Reisen fortgebildet hatte, war Gutsbesitzer auf Kraupischken bei Tilsit. Sein zweiter Sohn hatte Medizin studiert und war Stabsarzt.
Seemanns Bruder August Nathanael Friedrich Seemann *6.August 1769 Frankfurt a.d. Oder +4. April 1825 war Hauslehrer und Privatgelehrter zu Halberstadt und ein bekannter Schriftsteller. Er blieb ohne Nachkommen. Seine Schwester Johanne Seemann heiratete Ehrenreich Wehmer, den Nachfolger des Schwiegervaters Gotthilf Abraham Seemann im Amt des Oberpfarrers der Nicolaikirche.